# PDFCreator
PDFCreator es una aplicación informática que permite convertir documentos a formato PDF (del inglés Portable Document Format, Formato de Documento Portátil). El programa funciona en equipos con Microsoft Windows, su código está escrito en lenguaje Visual Basic y depende de unos pocos componentes propietarios de Windows, como la ayuda HTML y los controladores de impresión, lo que hace que en la práctica únicamente esté disponible para este sistema operativo. Aun así se distribuye bajo licencia GNU GPL de software libre. La generación de los ficheros PDF la gestiona Ghostscript.
PDFCreator se puede instalar como controlador de impresora y se puede asociar a la extensión .ps para convertir manualmente archivos Postscript a PDF.

## Advertencia
Este software instala por defecto, -en el proceso de instalación existe la posibilidad de indicar que no ejecute estas acciones-, una barra de herramientas en los navegadores de internet instalados, la pdfForge toolbar, que redirige los intentos de acceder a direcciones incorrectas (error 404) a una página de resultados con publicidad: mybrowserbar.com
En las versiones más recientes, el programa de instalación se descarga de Internet el archivo lsop.exe, identificado como adware por algunos antivirus, como Immunet

## Reconocimientos
- El proyecto OpenCD ha escogido a PDFCreator como el mejor producto en su categoría para generar ficheros pdf bajo windows.

## Soporte para Windows Vista
En la versión 0.9.5 se dio soporte básico para Windows Vista, aunque este soporte tenía ciertas limitaciones. El equipo desarrollador ofreció una recompensa de 150 USD a quien ofreciese una solución completa al problema. La versión 0.9.6, liberada el 19 de septiembre de 2008, ofrece ya soporte completo de Windows Vista; funciona sobre la versión 8.63 de Ghostscript, soporta PDF (incluyendo PDF/A (1b) y PDF/X (X-3:2002, X-3:2003 y X-4), PNG, JPEG, BMP, PCX, TIFF, PS, EPS, TXT, PSD, PCL, RAW y PDF firmados.